# Мервін
Мервін (англ. Merwin) — селище (англ. village) в США, в окрузі Бейтс штату Міссурі. Населення — 69 осіб (2020).

## Географія
Мервін розташований за координатами 38°24′15″ пн. ш. 94°35′27″ зх. д. / 38.40417° пн. ш. 94.59083° зх. д. (38.404093, -94.590797).  За даними Бюро перепису населення США в 2010 році селище мало площу 0,38 км², уся площа — суходіл.

## Демографія

### Перепис 2010
Згідно з переписом 2010 року, у селищі мешкало 58 осіб у 25 домогосподарствах у складі 16 родин. Густота населення становила 152 особи/км².  Було 31 помешкання (81/км²).
Расовий склад населення:
| - 96,6 % — білих - 1,7 % — осіб інших рас |

До двох чи більше рас належало 1,7 %. Частка іспаномовних становила 1,7 % від усіх жителів.
За віковим діапазоном населення розподілялося таким чином: 24,1 % — особи молодші 18 років, 55,2 % — особи у віці 18—64 років, 20,7 % — особи у віці 65 років та старші. Медіана віку мешканця становила 45,0 року. На 100 осіб жіночої статі у селищі припадало 114,8 чоловіків;  на 100 жінок у віці від 18 років та старших — 109,5 чоловіків також старших 18 років.
За межею бідності перебувало 40,5 % осіб, у тому числі 75,0 % дітей у віці до 18 років та 0,0 % осіб у віці 65 років та старших.
Цивільне працевлаштоване населення становило 10 осіб. Основні галузі зайнятості: роздрібна торгівля — 50,0 %, сільське господарство, лісництво, риболовля — 30,0 %, будівництво — 20,0 %.

### Перепис 2000
За даними перепису 2000 року
на території муніципалітету мешкало 83 людей, було 32 садиб та 22 сімей.
Густота населення становила 228,9 осіб/км². З 32 садиб у 43,8% проживали діти до 18 років, подружніх пар, що мешкали разом, було 56,3%,
садиб, у яких господиня не мала чоловіка — 9,4%, садиб без сім'ї — 31,3%.
Власники 15,6% садиб мали вік, що перевищував 65 років, а в 28,1% садиб принаймні одна людина була старшою за 65 років. Кількість людей у середньому на садибу становила 2,59, а в середньому на родину 3,14.
Середній річний дохід на садибу становив 23 125 доларів США, а на родину — 26 250 доларів США. Чоловіки мали дохід 28 750 доларів, жінки — 23 750 доларів. Дохід на душу населення був 10 038 доларів. Приблизно 23,3% родин та 27,4% населення жили за межею бідності.